# Psychiatrie en Côte d'Ivoire
La psychiatrie en Côte d’Ivoire requiert beaucoup d’attention. Tout comme dans de nombreux pays, ce problème touche aussi la population ivoirienne, affectant ainsi divers aspects de sa vie.

## Histoire

### À l'époque coloniale
L’histoire de la psychiatrie en Côte d'Ivoire débute en 1925. C'est à cette date que le Docteur Bouffard documente les premiers symptômes psychiatriques dans le pays, alors encore colonie française. Faisant le point de l'état sanitaire, il ne mentionne pas de problèmes psychiatriques, mais plutôt sociaux de l’ordre de l’alcoolisme avec une intoxication importante des indigènes.
Jusqu'en 1958, date de création de l’Asile de l’Hôpital de Treichville, il n’existait aucune source de renseignement permettant de savoir comment la situation sanitaire en matière de santé mentale des populations évoluait. Ayant pour but de mettre la société à l’abri du « malade mental », l’Asile de l’Hôpital de Treichville était un pavillon de type asilaire comportant un bâtiment central avec le bureau du médecin, une salle de soins, une salle de garde et la pharmacie du service. Tout autour se trouvait des salles d’hospitalisation constituées d’une salle commune de vingt-quatre lits, sans fenêtres et destinée aux femmes (aile droite), d’une salle compartimentée, mal aérée, ayant une dizaine de lits et réservée aux fonctionnaires ; et enfin de vingt cellules d’environ huit mètres carrés chacune, donnant sur une cour cimentée sans ombre. De nombreux malades abidjanais y étaient hospitalisés en 1958, à raison de huit à dix par cellule, dans des locaux entièrement fait de grillages, à travers lesquels ils étaient arrosés chaque matin pour le nettoyage de leurs excréments. Dans ce lieu qui avait pour dénomination le « Cabanon » en raison de son caractère carcéral, les malades étaient abandonnés par leurs familles, rejetés et craints. Ils n'avaient pour seule aide qu'une médicalisation très large sans un soutien psychothérapeutique ni socio thérapeutique. Le personnel qui y travaillait était insuffisant (ceux qui y étaient affectés l'étaient par punition), composé de cinq infirmiers et un médecin (un généraliste au départ, remplacé peu après par un psychiatre). Entre 1959 et 1960, une consultation de neuropsychiatrie infantile est effectuée sous la direction d’un spécialiste français dans le cadre de l’hygiène médico-scolaire. On dénombrait au total 141 malades reçus en 278 consultations, principalement pour des résultats scolaires insuffisants et des troubles caractériels d’étiologies diverses (épilepsies, syphilis, arriération mentale). Une grande partie des consultants à cette époque était européens.

### Après l'indépendance
Après l'indépendance de la Côte d'Ivoire en 1960, l’Hôpital Psychiatrique de Bingerville fait son ouverture le 28 février 1962. Son premier médecin chef et Directeur était le Docteur Antoine Abhé, décédé le 13 mars 2004. Toujours en 1962, un expert de l’OMS, le Professeur Amiel de l’Université de Bruxelles, sur demande du gouvernement de Côte d’ivoire, était choisi pour une mission en vue de faire des propositions d’organisation de l’Assistance psychiatrique en terre ivoirienne.
Quelques années plus tard, en 1967, face à l'accroissement des difficultés psychologiques chez les étudiants, M. Paulian, recteur de l'Université d'Abidjan, souhaite la création d'une consultation médico-psychologique. Ce vœu sera réalisé plus tard sous le rectorat de Monsieur Diarrassouba, par la mise en place d’un service de psychiatrie au sein du service médico-social de l’Université dirigé par le Docteur Lehmann (membre de l’Inades - une ONG panafricaine d’aide au développement, présente dans dix pays africains).  
En 1968, à la suite d'une rencontre à Abidjan entre le ministre ivoirien de la Santé N’Dia Koffi et les responsables de la Société d’aide à la santé mentale Mme Delaumey (présidente) ainsi que son secrétaire le Docteur Doucinet, il est envisagé la création d'une Société d’aide à la santé mentale en Côte d'Ivoire. Peu de temps après, un poste de chef du service de Protection de la Santé mentale et de psychiatrie sociale est demandé au Ministère de la Coopération française, lors de la réunion de la commission mixte franco-ivoirienne de coopération, en vue de mettre en pratique les recommandations du Professeur Amiel.
Toutefois, c'est le professeur Max Hazera qui a véritablement impulser la psychiatrie en Côte d'Ivoire. Médecin du corps de Santé d’Outre-Mer, ancien Interne des Hôpitaux Publics de Bordeaux, psychiatre, licencié de psychologie, Assistant dans le service de psychiatrie de l’hôpital d’instruction des Armées à Laveran à Marseille, Hazera a travaillé dans plusieurs pays d'Afrique (République Centrafricaine, Cameroun) avant d'arriver à Abidjan en août 1968. Il occupe alors le poste de chef du Service de Protection de la santé mentale et de psychiatrie sociale. Position qui lui permet une grande liberté d'action et une autonomie de projet et d'activités. Durant l'année 1969, de multiples contacts sont pris avec tous les acteurs spécialisés dans l'approche de la santé mentale. Cependant, des résistances institutionnelles d'ordres politiques et émanant principalement du milieu médical sont constatées. En 1970, il y a l’élaboration d’un Programme National de Santé Mentale (PNSM) qui prévoyait une antenne de santé mentale dans chaque secteur rural de santé. Mais les ministres successifs entérineront ou invalideront les décisions, provoquant par là un blocage de l’évolution de la psychiatrie. Le service de psychiatrie sociale était prévu au début pour être le PNSM et étendre ainsi la psychiatrie à tout le territoire.
Toujours en 1970, nous assistons à l'ouverture de l'Institut National de Santé Publique (INSP), qui a en son sein une section Hygiène Mentale placée sous la direction du professeur Max Hazera. Aussi, la même année, l’enseignement de la psychologie médicale devient obligatoire en Faculté de Médecine et le Pr Hazera est chargé de cette discipline. En 1971, le psychiatre franco-ivoirien Bruno Claver arrive en Côte d'Ivoire pour travailler à l’Hôpital central du Plateau où il restera quelques années.
Le Service psychiatrique social se faisait hors des hôpitaux. Cette décision était justifiée par le fait que toute activité de soins et de réhabilitation dans un cadre seulement médical semblerait une cause perdue. Les recours de soin pouvant être multiples, simultanés ou successifs, plusieurs paramètres comme le groupe social (la famille en premier), étaient à considérer et à impliquer dans toute démarche de soin d’un mal psychique, qui selon les interprétations locales avait des origines sociales ou métaphysique.
Le service psychiatrique était alors organisé en plusieurs équipes : trois équipes de psychiatrie adulte et une d’enfant pour Abidjan, une équipe à Bouaké, une à Korhogo et une antenne à Daloa au sein du Secteur de Médecine Sociale. Cette organisation visait à modifier le caractère asilaire, rejetant et d’enfermement de la psychiatrie, afin de permettre une certaine liberté aux malades. Aussi, le Service psychiatrique s’engage à cette époque à réfléchir sur les pratiques professionnelles et le domaine de la recherche, à travers plusieurs activités qui seront menées. Notamment la mise en place d’un infirmier « de liaison » qui, à partir d’une enquête épidémiologique à l’hôpital psychiatrique de Bingerville, prenait contact avec les malades et les orientait vers l’INSP pour les postcures ; la réalisation d’une enquête dans 27 villages en vue de chercher la prévalence des troubles mentaux et le reflet des pathologies qui existent dans la ville d’Abidjan.
Quant au suivi des malades, il se faisait en équipes réparties en trois groupes : A, B et C. Chaque équipe avait en son sein un médecin, deux infirmiers et une assistante sociale. Cependant, dans la pratique, ce sont les infirmiers et l’assistante sociale qui assuraient véritablement le suivi des malades. Lorsqu’il y avait des problèmes ou des difficultés, on en débattait en réunion de synthèse, non seulement pour que toute la dynamique autour du malade soit abordée, mais aussi pour assurer la formation du personnel.
Face aux demandes de consultation pour enfants et adolescents, une équipe est spécialement constituée en 1973, pour s’occuper des consultations infanto-juvénile : le « Service de Protection de la Santé Mentale et de Psychiatrie Sociale ». 2093 enfants y sont reçus en 8529 consultations, entre 1970 et 1973. Le nombre de consultations en forte croissance a permis la création en 1974 du CGI (Centre de guidance infantile) placé sous la responsabilité du Professeur Hazera. Agissant sous la tutelle du Ministère de la Santé Publique et de la Population (actuel Ministère de la Santé et de l’Hygiène Publique), ce centre est une institution publique où la consultation et les soins étaient donnés gratuitement. Sa création a permis une scission des consultations en deux : le CGI s’occupait des enfants jusqu’à l’âge de 14 ans, tandis que les adolescents étaient pris en charge par le Service d’Hygiène Mentale.
En 1974, le CGI avait pour personnel, deux psychiatres, deux psychologues dont un ivoirien, une assistante sociale et deux aide-assistantes, un ergothérapeute, une orthophoniste, un rééducateur de la psychomotricité et un secrétaire. Deux psychothérapeutes rejoignent le personnel en 1977. Ils sont suivis plus tard par plusieurs autres professionnels de la santé mentale comme la psychiatre française Dr Dubois-Le Bronnec, l’orthophoniste française P. Giordanno, ainsi que le psychanalyste ivoirien Z. Grobbli qui travailleront dans ce service jusqu’en 1989. En janvier 1989, la première pédopsychiatre ivoirienne, la Dr Té Bonlé est affectée au CGI et en prend la direction en 1990. Elle y est rejointe en 1993 par la Dr Coulibaly Djenéba.
Le centre de Guidance infantile a été transféré en mai 1994 à l'Institut National de Santé Publique (INSP) où le dispensaire d’Hygiène mentale (ancien service de psychiatrie sociale) existe toujours. En plus de ses activités internes de soins, de formations et de recherche, le CGI va au fil des ans, mener des actions externes, en apportant son appui à plusieurs structures publiques, privées et associatives, qui s’intéressent au cas des enfants présentant divers troubles psychopathologiques et des degrés différents de handicaps. Ce qui va conduire à l’ouverture d’une consultation hebdomadaire de pédopsychiatrie au dispensaire médico-scolaire d’Abidjan-Plateau en octobre 1995 ; le seul centre d’alors à assurer une consultation pédopsychiatrique.
Du côté de la recherche et de la formation, l’enseignement de la psychiatrie est introduite en 1976 au cours du 2e cycle des études médicales avec stages dans les différents services. Puis en 1979, autorisation est donnée à la Faculté de Médecine de proposer la délivrance de certificats d’études spéciales dont un en psychiatrie.

## État des lieux

### Santé mentale des jeunes
La santé mentale des jeunes en Côte d’Ivoire est alarmante. Depuis son ouverture en 1974 jusqu’en décembre 2001, le centre de Guidance infantile a reçu 14.188 enfants et adolescents âgés de 0 à 16 ans ainsi que leurs familles, à raison d’une moyenne annuelle de 500 nouveaux cas. Aussi, le pays enregistre le 3e taux le plus élevé de suicide en Afrique avec 23 cas chaque année, selon une étude de l’Unité de Médecine Légale du service d’Anatomopathologie du Centre hospitalier universitaire de Treichville (CHU). En plus de cela, 101 cas de suicide dû à 37,6 % de troubles mentaux ont été confirmés entre 20 et 29 ans, parmi les 24 000 décès enregistrés en 2023.
Comme échappatoire ou pour faire face à leur mal, des adolescents et jeunes ivoiriens victimes de problèmes de santé mentale ont opté pour des comportements à risque tels que la toxicomanie, l’alcoolisme, des pratiques sexuelles dangereuses ou de délinquance. Et malgré tout cela, il n’existe toujours pas en Côte d’Ivoire de stratégie nationale de prévention de santé mentale.

### Maladies mentales les plus répandues
En Côte d’Ivoire, les maladies mentales les plus répandues sont les troubles dépressifs, les troubles addictifs, les schizophrénies, le psychotraumatisme, le stress, le burn out, ainsi que les troubles de l’adaptation dont sont généralement victimes les étudiants expatriés et les migrants de retour.

### Difficultés rencontrées
Il existe peu d’établissements publics d’hospitalisation et de prise en charge ambulatoire des malades mentaux en Côte d’Ivoire. En plus de cela, les hôpitaux existants manquent d’équipements et sont dans un état de délabrement avancé. Aussi, l’accès aux soins des personnes nécessiteuses n’est pas facilitée par l’absence de couverture sociale et d’assurance pour les médicaments en psychiatrie. Les malades doivent eux-mêmes payer les couts de leur hospitalisation, et en cas de moyens financiers insuffisants, il leur serait difficile d'avoir accès aux soins. Également, certaines molécules efficaces pour les soins sont indisponibles. A ces lacunes, s'ajoutent une insuffisance de ressources humaines qualifiées et un sous-effectif de professionnels paramédicaux dans les structures publiques de santé mentale. En 2007 par exemple, il n'existait que 31 psychiatres dans le pays, exerçant pour la plupart à Abidjan. Les spécialistes en santé mentale (psychiatres, infirmiers et sages-femmes en psychiatrie) n'atteignent pas la centaine, pour une population de plus de 29 millions d'habitants. Sans compter que la stigmatisation des troubles mentaux du fait de nos cultures sociales et culturelles ne favorise pas la prise en charge et la réinsertion sociale du malade mental,.

## Infrastructures et ressources en psychiatrie
En Côte d'Ivoire, il existe plusieurs structures conventionnelles et non conventionnelles de prise en charge des troubles psychiatriques. Selon le PNMS (Programme National de Santé Mentale), en 2009, on dénombrait 57 structures de prise en charge des troubles mentaux, dont 30 publiques, 12 privées, 14 confessionnelles/ONG et une communautaire.

### Structures conventionnelles
Il existe 34 centres conventionnels de prise en charge des troubles psychiatriques en Côte d’Ivoire. Ces centres sont catégorisées en deux hôpitaux psychiatriques, 14 structures de consultation/hospitalisation intégrées dans un hôpital, 23 structures de consultation intégrées dans une structure de santé autre qu’un hôpital, 6 structures de psychopédagogie, 4 structures de réhabilitation et d’insertion sociale et une structure communautaire.
Parmi eux, figurent : 
- l’hôpital psychiatrique de Bingerville ;
- les services de l’Institut National de Santé Publique d’Adjamé (Dispensaire d’hygiène mentale et Centre de guidance infantile) ;
- le Service de consultation au CHU de Treichville ;
- le Centre de santé mentale de Bouaké ;
- le Service de neuropsychiatrie de Korhogo ;
- le Service de psychiatrie au CROU (Centre Régional des Œuvres Universitaires) de Cocody Campus ;
- le Service de psychiatrie des CHR (Centre Hospitalier Régional) de San Pedro, Aboisso, Yamoussoukro, Abengourou, Daloa ;
- le Service de psychiatrie des hôpitaux généraux de Dabou, Soubré ;
- des services de psychiatrie dans certaines structures sanitaires telles que dans les services de santé scolaire et universitaire d’Abidjan, à l’Infirmerie de la MACA (Maison d’Arrêt et de Correction d’Abidjan) et centre de santé de Trinleu-Diapleu (Man)[2].

### Structures non conventionnelles
En 2020, on dénombrait 541 structures non conventionnelles en santé mentale sur toute l'étendue du territoire ivoirien. Ces centres sont composés de 326 camps de prières chrétiens, 127 centres de guérison traditionnels, 29 centres ésotériques musulmans appelés rogya, et 59 centres à vocation phytothérapeutique. Malgré les abus qui y sont commis tels que les violences physiques, la privation de nourriture, le racket, l'enchainement et l'isolement dans la durée, ces structures constituent le premier recours des familles pour leurs proches atteints de troubles mentaux. Ayant chacune une capacité d'accueil de 10 à 100 malades, eIles coûtent moins chers par rapport aux structures conventionnelles et offrent un répit social aux familles. Ces centres devenus incontournables dans le traitement des malades se sont révélés important pour la psychiatrie en Côte d'Ivoire, d'où la naissance d'une collaboration entre la médecine traditionnelle et la psychiatrie.